# Lavočkin La-15
Lavočkin La-15 (tovarniško ime Izdelije 52, USAF oznaka Type 21, NATO oznaka Fantail) je bil en izmed prvih sovjetskih reaktivnih lovcev. Po izgledu in konfiguraciji je podoben MiGu-15. La-15 je izvedel prvi let 8. januarja 1948, mesec dni kasneje od Miga-15. Je pa bil La-15 precej manj uspešen od MiG-15

## Specifikacije (La-15)
Podatki iz Lavochkins Last Jets<
Splošne značilnosti
- Posadka: 1
- Teža praznega letala: 2.575 kg (5.677 lb)
- Bruto teža: 3.850 kg (8.488 lb)
- Kapaciteta goriva: 1060 L
- Pogon letala: 1 × Klimov RD-500 turboreaktivni motor s centrifugalnim kompresorjem, 15,59 kN (3.500 lbf) potisk motorjev

Zmogljivost
- Maks. hitrost: 1.007 km/h (626 mph; 544 kn) na 8000m (26350ft)
- Doseg: 1.145 km (711 mi; 618 nmi)
- Višina leta: 13.500 m (44.291 ft)
- Hitrost vzpenjanja: 31,7 m/s (6.240 ft/min)
- Čas do višine:
- 5000m (16400ft) - 3,1 minute
- 10000m (32180ft) - 9 minut
- Obremenitev kril: 238 kg/m2 (49 lb/sq ft)
- Razmerje potisk/teža: 1:2,4

Oborožitev

- Strelno orožje: * 3x 23mm Nudelman-Suranov NS-23 tpoovi, vsak s 100 naboji